# Клад Арчизата
Клад Арчизата — римский серебряный клад, найденный в городе Арчизате на севере Италии. Вскоре после открытия в 1900 году клад был приобретен Британским музеем. Согласно мнению исследователей, значимость находки определяется полнотой набора, высоким качеством изготовления и использованных материалов, а также отличной сохранностью клада.
Набор состоит из кувшина (ойнохойя), чашки с двумя ручками (ручки утрачены), ситечка, ковша с головой лебедя (симпулума) и мешалки (спатулы), с их помощью можно подавать вино в рамках застолья или религиозного обряда. Вина и вода наливаются через ситечко в кувшин и перемешиваются, затем напиток наливают в чашу.
На основании кувшина написано: Utia T(iti) f(ilia) p(ondo) I («Утия дочь Тита»), после чего написан вес, один римский фунт. На ковше написано T. Uti V(ibi) f(ili) p(ondo) III sc(ripula) IV, («[Этот ковш, собственность] Тита Утия, сына Вибия, весит три фунта, четыре унции»). Согласно строению имени, Тит Уций, сын Вибия — римский гражданин, скорее всего, отец Утии.
Судя по стилю набора, он мог быть изготовлен в Кампании, вероятно, в первой четверти I века до нашей эры, из чего можно предположить, что владевшая им семья эмигрировала в северную Италию незадолго до этого, вероятно, в составе 3000 переселенцев в Комум (современный Комо).